# Gold-Bricking Cupid
Gold-Bricking Cupid è un cortometraggio muto del 1915 diretto da William A. Seiter, qui al suo secondo film come regista.

## Produzione
Il film fu prodotto dalla Novelty Film Company.

## Distribuzione
Distribuito dalla Mutual Film, il film - un cortometraggio in una bobina - uscì nelle sale statunitensi il 13 ottobre 1915.